# 奶路臣 (密蘇里州)
尼爾森（英語：Nelson）是一个美國城市，位於密苏里州生理盐水县。根據2010年的人口普查，當地人口為192人。

## 地理
尼尔森位于38°59′43″N 93°1′55″W / 38.99528°N 93.03194°W (38.995330,-93.031928)。
根据美国人口普查局，该城市的总面积為0.33平方英里（0.85平方）。

### 2010年人口普查
根據2010年人口普查，當地人口為192人，共78戶家庭，其中51戶家庭居住在城市。
78戶家庭中有35.9%的儿童年龄在18岁以下，48.7%的家庭为生活在一起的已婚夫妇。